# Bror Östman
Bror Gunnar Östman (* 10. Oktober 1928 in Själevad; † 23. April 1992 in Örnsköldsvik) war ein schwedischer Skispringer.

## Werdegang
Seinen ersten Erfolg erzielte Östman mit dem Gewinn der Schwedischen Meisterschaft 1951. Bei den Olympischen Winterspielen 1952 im norwegischen Oslo erreichte er von der Normalschanze nach einem Sprung auf 66,5 m und einem Sturz bei 65 m im zweiten Durchgang den 32. Platz. Bei den Schwedischen Meisterschaften 1953 gewann er erneut die Goldmedaille. Ein Jahr später trat Östman erstmals bei einer Weltmeisterschaft an und gewann bei der Nordischen Skiweltmeisterschaft 1954 in Falun hinter den beiden Finnen Matti Pietikäinen und Veikko Heinonen die Bronzemedaille von der Großschanze. 1955 und 1956 wurde er erneut Schwedischer Meister. Sein letztes internationales Turnier bestritt Östman mit der Teilnahme an den Olympischen Winterspielen 1956 in Cortina d’Ampezzo. Nach Sprüngen von 75,5 und 76,5 m erreichte Östman den 14. Platz von der Normalschanze.